# Явоже (гміна)
Гміна Явоже (пол. Gmina Jaworze) — сільська гміна у південній Польщі. Належить до Бельського повіту Сілезького воєводства.
Станом на 31 грудня 2011 у гміні проживало 6859 осіб.

## Територія
Згідно з даними за 2007 рік площа гміни становила 21.32 км², у тому числі:
- орні землі: 39.00%
- ліси: 51.00%

Таким чином, площа гміни становить 4.66% площі повіту.

## Населення
Станом на 31 грудня 2011:
| Опис     | Загалом | Загалом | Чоловіки | Чоловіки | Жінки | Жінки |
| -------- | ------- | ------- | -------- | -------- | ----- | ----- |
| одиниця  | осіб    | %       | осіб     | %        | осіб  | %     |
| все      | 6859    | 100     | 3373     | 49.18    | 3486  | 50.82 |
| міське   | 0       | 100     | 0        |          | 0     |       |
| сільське | 6859    | 100     | 3373     | 49.18    | 3486  | 50.82 |

## Сусідні гміни
Гміна Явоже межує з такими гмінами: Бренна, Ясениця.